# Suffolk
Suffolk (kiejtése ˈsʌfək) Anglia egyik nem-nagyvárosi és ceremoniális megyéje a Kelet-Anglia régióban. Északon Norfolk, nyugaton Cambridgeshire, délen Essex megyékkel határos. Keleten az Északi-tenger határolja. Közigazgatási székhelye Ipswich. További nagyobb városai Lowestoft, Bury St Edmunds, Newmarket és Felixstowe, Európa egyik legnagyobb konténerkikötője.

## Története

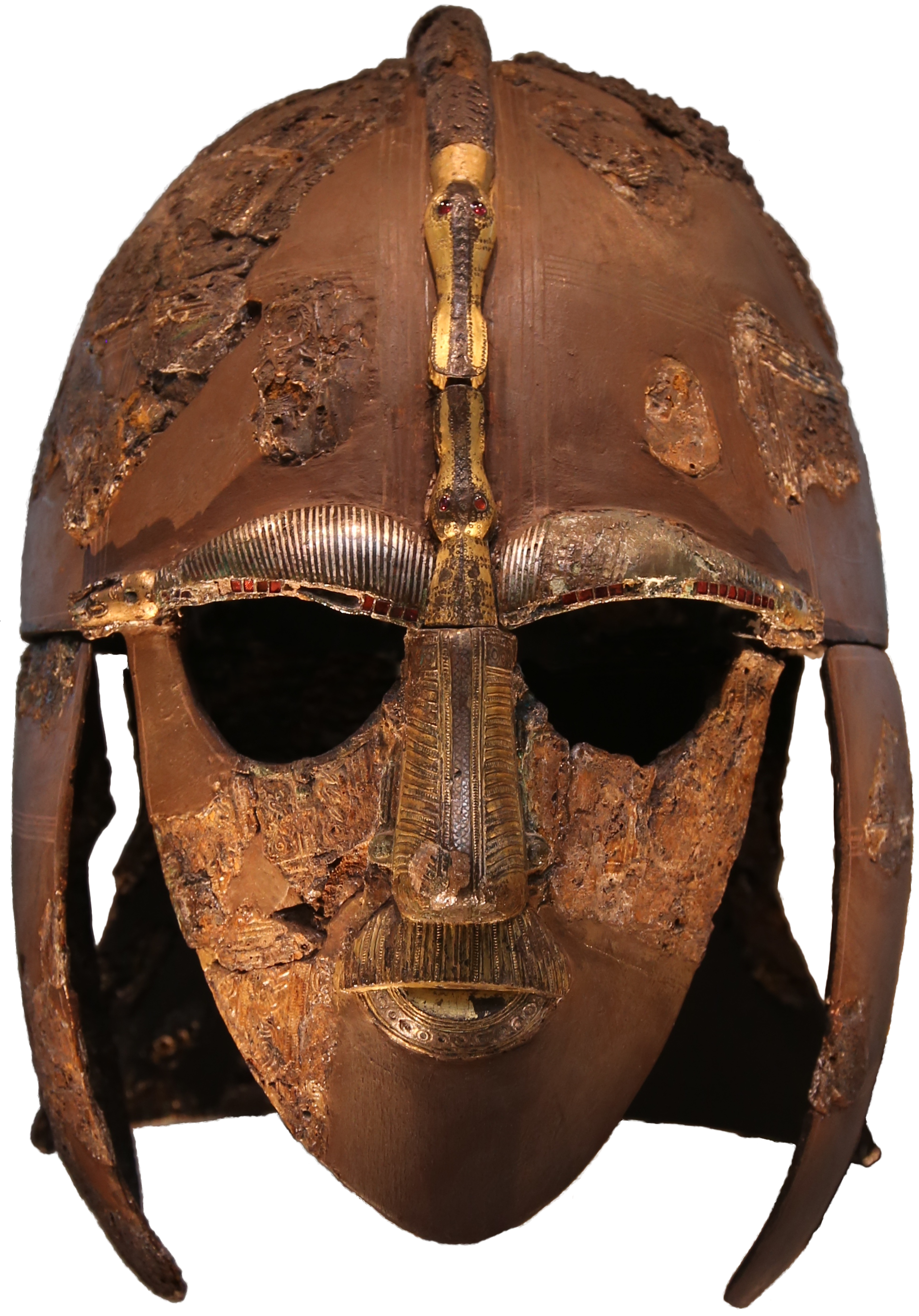
Sutton Hoo-nál talált angolszász sisak

Suffolk elnevezése az angolok germán törzsétől ered, akik az ötödik században települtek be a régióba, amelyet kettéosztottak "északi népre" (north folk, Norfolk) és "déli népre" (south folk, Suffolk). Suffolk az angolszász Kelet-Angliai Királyság része volt, amely aztán beleolvadt Merciába, majd Wessexbe. A megye keleti részén található Sutton Hoo temetője, Anglia egyik legfontosabb angolszász régészeti lelőhelye. Többek között egy teljes hajósírt is sikerült kiásni, melyben fegyvereket, sisakokat, ékszereket és hangszereket találtak. Jelentős bronzkori és római kori temetőket és kincsleleteket ástak ki Mildenhallban, West Row-ban, Eriswellben és Lakenheathben is.
A megye sokat szenvedett a vikingek rajtaütéseitől és 878 után meg is hódították, a Danelaw része lett.
A középkorban Suffolk Anglia legnépesebb grófságai közé tartozott, nagyrészt a kontinens közelsége miatt. Halászai az Északi-tengeren jártak tőkehal, hering és makréla után. A 14–17. században fellendült a textilipar, itt volt az ország iparának egyik centruma. A későbbi évszázadokban különleges textilfélékre is specializálódtak, gyártottak vitorlavásznat, kókuszrost- és lószőrtextileket és selymet is. A 19. század elején Lowestoftban porcelánüzem létesült.
Suffolk területét sokáig négy bíróság között osztották fel, a 19. században ez kettőre csökkent és 1888-ban formálisan is kettéosztották a megyét Kelet- és Nyugat-Suffolkra. A különállás 1972-ben szűnt meg, amikor a két részből és Ipswich megyei jogú városból (county borough) létrehozták a mai Suffolk megyét; ezzel egyidejűleg némi határmódosításra is sor került, Norfolk és Cambridgeshire kisebb suffolki területekre tett szert, míg az Essexből Colchestert sorolták volna át Suffolkba (utóbbit végül nem szavazták meg).

## Földrajza
Suffolk területének nagy része alacsonyan fekvő síkság vagy alacsony dombvidék, amely pleisztocénkori agyagból és homokból épül fel. A puha, kevéssé ellenálló anyagokból álló partvonal folyamatosan erodálódik, emiatt a tengerpart mentén védőtöltéseket állítottak fel. A múltban már jó néhány partmenti – akár sziklákra épült – ház alól kimosta a talajt a tenger és ma is több épület veszélyeztetett. A megye nyugati része puha krétakori mészkőből áll, itt dombvidékek is előfordulnak, de a megye legmagasabb pontja, a Great Wood Hill így is csak 128 méteres.
A helyi természetvédelmi területek közé tartozik a Trimley Marshes lápvidéke. 

## Közigazgatás és népesség
Suffolk közigazgatásilag hét kerületre oszlik:
| # | Név             | Székhely        | Terület (km²) | Népesség (2011-es becslés) |
| - | --------------- | --------------- | ------------- | -------------------------- |
| 1 | Ipswich         | Ipswich         | 39,4          | 133380                     |
| 2 | Suffolk Coastal | Woodbridge      | 891,5         | 124600                     |
| 3 | Waveney         | Lowestoft       | 370,4         | 115400                     |
| 4 | Mid Suffolk     | Needham Market  | 871,1         | 97100                      |
| 5 | Babergh         | Hadleigh        | 595,2         | 87900                      |
| 6 | St Edmundsbury  | Bury St Edmunds | 657,0         | 111400                     |
| 7 | Forest Heath    | Mildenhall      | 377,7         | 60000                      |

A 2001-es népszámlálás alapján Suffolk lakossága 668 553 fő volt, amely 1981 óta 13%-os növekedést jelent. A növekedés nem annyira természetes okokkal, hanem inkább bevándorlással magyarázható.

## Gazdaság
A suffolki mezőgazdasági területek többsége öntözött. A farmok mérete 30–3000 hektár között változik. A legfontosabb kultúrnövények a búza, az árpa, a cukorrépa, repce, a bab és len, valamint kisebb mértékben a rozs, zab és zöldségfélék.
1995 és 2003 között a megyei GDP 7 milliárd fontról 9,5 milliárdra nőtt, ebből 270 millió a mezőgazdaság, 2,6 milliárd az ipar és 6,5 milliárd a szolgáltatások részaránya. A mezőgazdaság csökkenő, míg a szolgáltatási szektor erőteljesen növekvő tendenciát mutat.
Az ismert suffolki cégek közé tartozik a Greene King és Adnams Brewery sörfőzde, a Branston Pickle konzervgyár, a Huntley & Palmers kekszgyártó. Sizewellben atomerőmű működik. Felixstowe-ban található az ország legnagyobb konténerkikötője. A British Telecom kutatóközpontja Martlesham Heath-ben található.

## Oktatás
2007-ben nyitotta meg kapuit a University Campus Suffolk az Essexi Egyetem, a Kelet-Angliai Egyetem és a megyei tanács együttműködése révén. Korábban Suffolk azon kevés angol megyéhez tartozott, amelynek nem volt egyetemi campusa. 

## Sport
A megye egyetlen profi labdarúgóklubja az Ipswich Town FC, amely 1961-62-ben angol labdarúgókupát, 1981-ben pedig UEFA-kupát nyert, de ma a másodosztályban játszik.
Newmarketben található az angol lóversenysport központja, itt találhatók az ország legnagyobb gyakorlópálya-együttese és fontos, lóversenyt szervező intézmények központjai.

## Híres suffolkiak
- Benjamin Britten zeneszerző
- George Crabbe költő
- John Constable festő
- Kieron Dyer labdarúgó

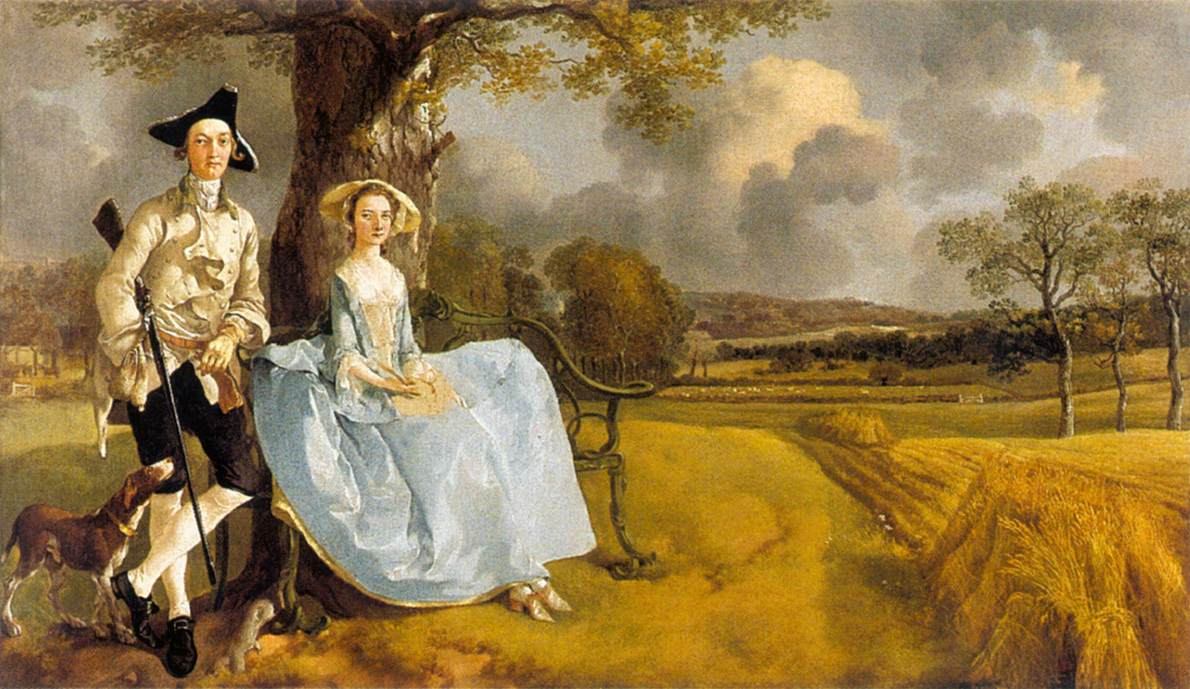
Mr. and Mrs. Andrews (Thomas Gainsborough képe). Háttérben a suffolki táj

- Bernie Ecclestone Formula–1 menedzser
- Ralph Fiennes színész
- Robert FitzRoy tengerész, a Beagle kapitánya
- Thomas Gainsborough festő
- Bob Hoskins színész
- Brian Eno zenész, énekes
- Ed Sheeran énekes
- Matthew Upson labdarúgó
- Thomas Wolsey bíboros

## Látnivalók

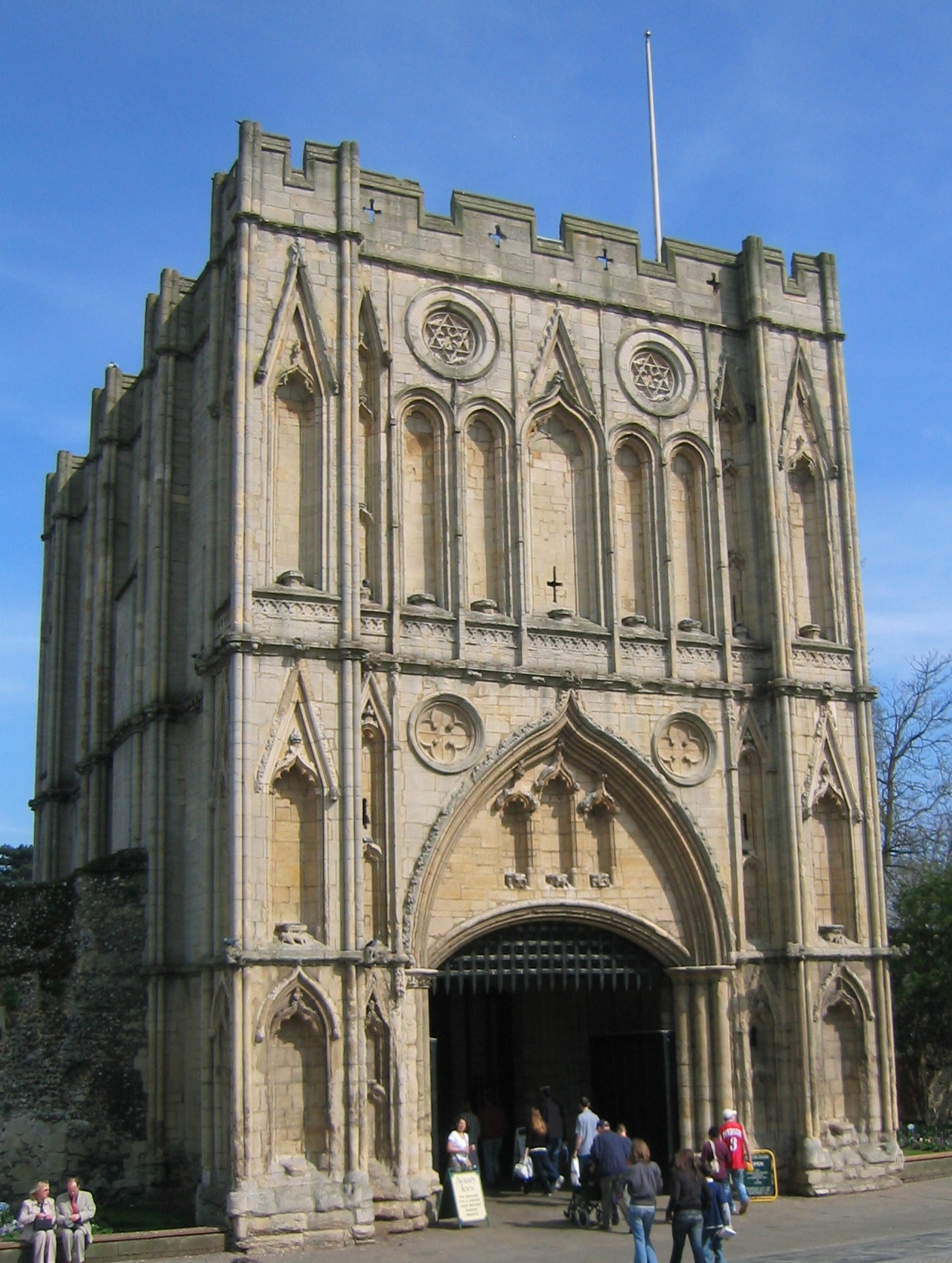
Bury St Edmunds-i apátság
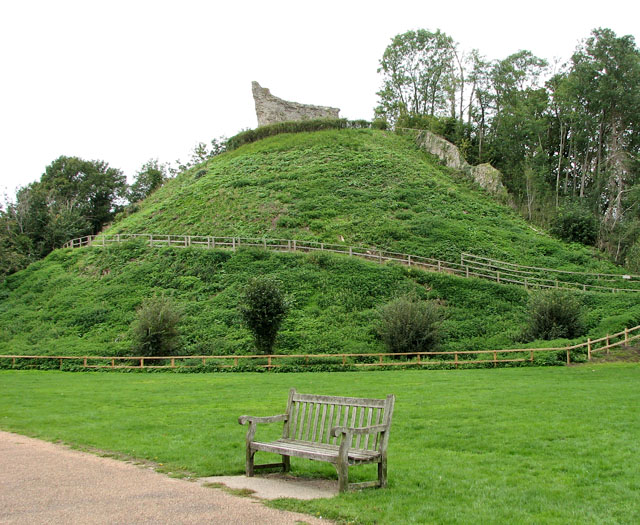
Clare Castle normann erődje
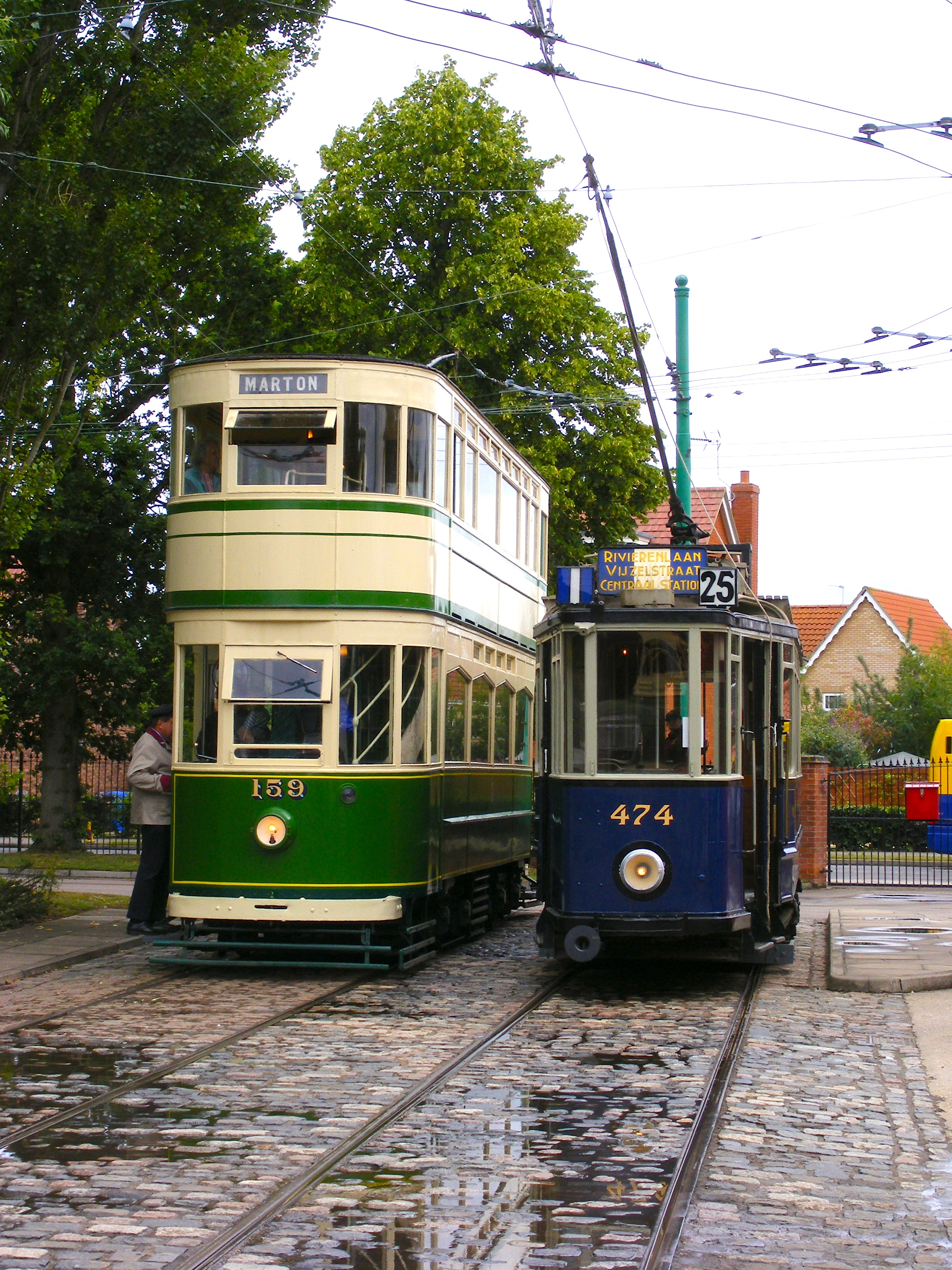
Kelet-angliai közlekedési múzeum
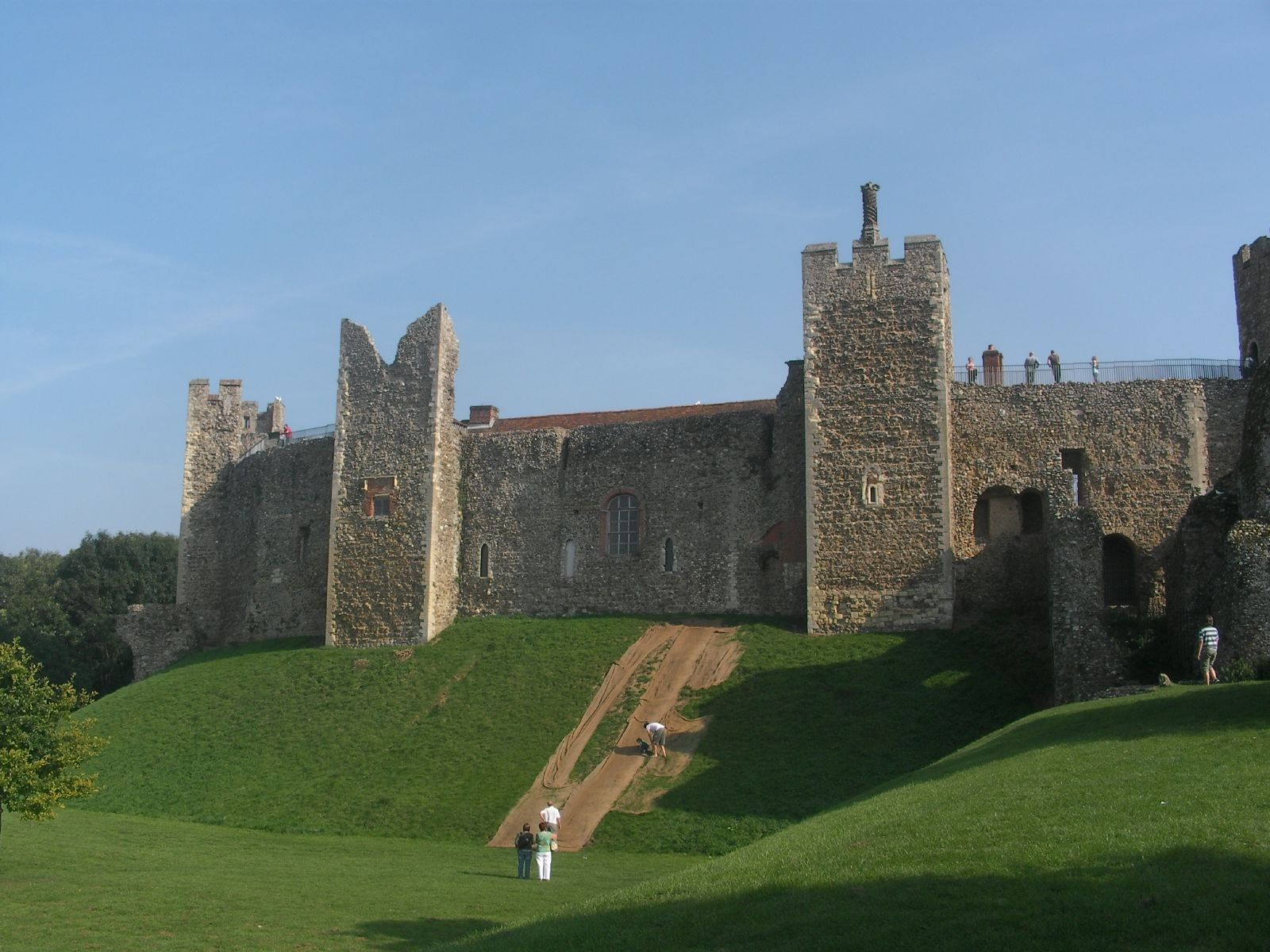
Framlingham Castle
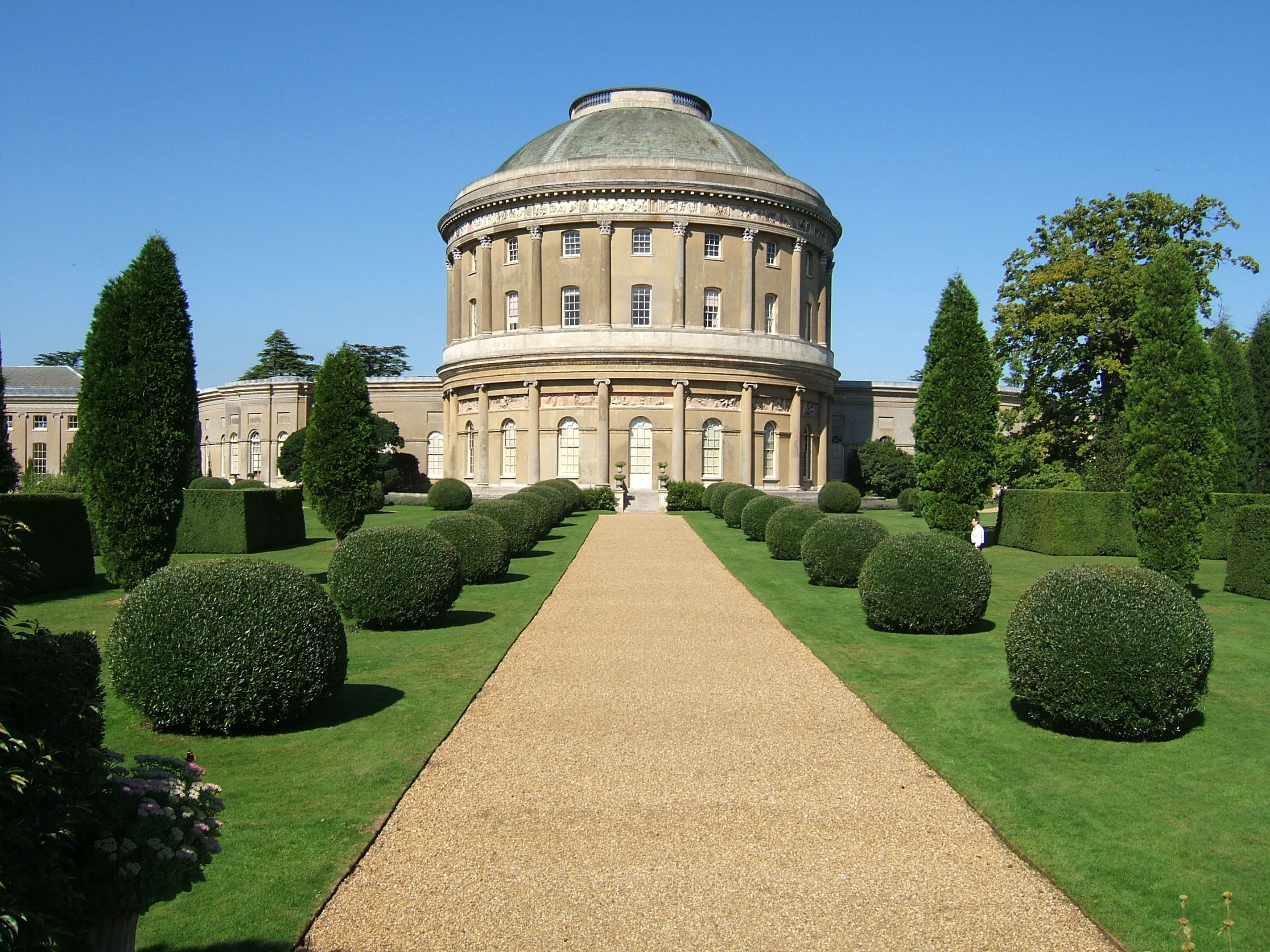
A neoklasszicista Ickworth House
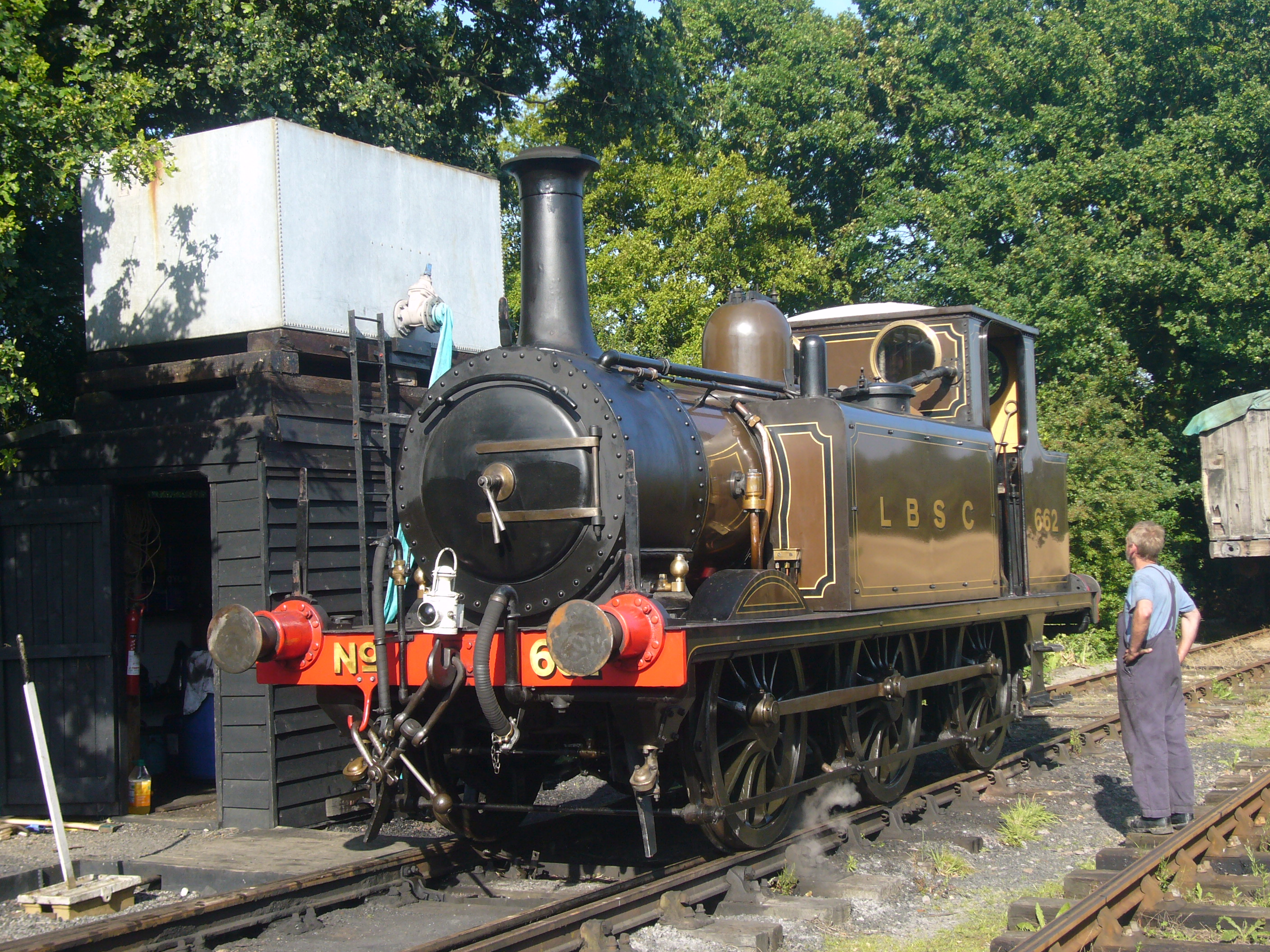
Közép-Suffolki kisvasút
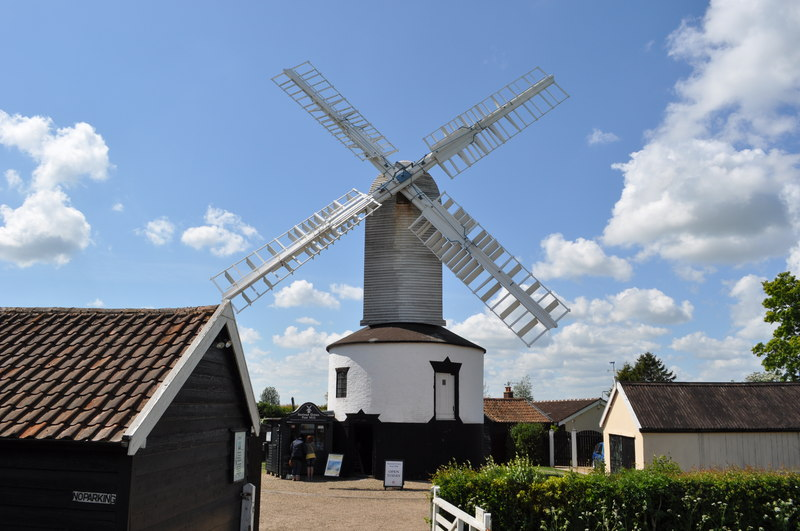
Saxstead Green-i szélmalom

## Fordítás
- Ez a szócikk részben vagy egészben  a   Suffolk című angol Wikipédia-szócikk ezen változatának fordításán alapul.  Az eredeti cikk szerkesztőit annak laptörténete sorolja fel. Ez a jelzés csupán a megfogalmazás eredetét és a szerzői jogokat jelzi, nem szolgál a cikkben szereplő információk forrásmegjelöléseként.